# Ángel Boyano
Ángel Boyano (Córdoba, Argentina; 1899 - Córdoba; 12 de febrero de 1968) fue un primer actor argentino de larga trayectoria.

## Carrera
El actor Ángel Boyano fue uno de los grandes intérpretes argentinos de la etapa del glorioso cine mudo. Compartiendo cartel con artistas del momento como Felipe Farah, Mary Clay, Carlos Dux, Nelo Cosimi, Lidia Liss, Carmen Giménez, Eduardo Morera, entre otros, supo lucirse principalmente en roles de reparto.
En su marcada carrera cinematográfica fue un selecto actor del famoso director José Agustín Ferreyra con quien filmó la mayoría de sus películas.
En marzo de 1930 fue integrante de la Asociación Cinematográfica Argentina, con la finalidad de fomentar el cine nacional.
Ángel Boyano falleció  por causas naturales el lunes 12 de febrero de 1968 en la provincia de Córdoba, Argentina. Estuvo casado con la actriz  María Delelis de Boyano

## Filmografía
- 1938: La que no perdonó.
- 1929: El poncho del olvido.
- 1928: La borrachera del tango.
- 1926: Bajo la mirada de Dios.
- 1925: Midinettes porteñas[4]
- 1924: Buenos Aires bohemio.
- 1922: La muchacha del arrabal.
- 1920: Mala yerba
- 1919: Las bestias tienen sed.
- 1919: De vuelta al pago.[5]
- 1915:  Nobleza gaucha.